# 野地嘉平
野地 嘉平（のじ かへい、1888年（明治21年）9月20日 - 1981年（昭和56年）8月26日）は、日本の大日本帝国陸軍軍人。最終階級は陸軍中将。孫はノンフィクション作家の野地秩嘉。

## 経歴
宮城県出身。1911年（明治44年）5月、陸軍士官学校（23期）を卒業。同年12月、歩兵少尉に任官した。
1937年（昭和12年）9月、独立守備第17大隊長に就任し、同年11月、歩兵大佐に昇進。1938年（昭和13年）7月、歩兵第32連隊長に転じた。1941年（昭和16年）2月、陸軍戸山学校付となり、同年8月8日、留守第20師団兵器部長に転じ、同月25日、陸軍少将に進級。1942年（昭和17年）5月、戸山学校幹事に就任した。
1943年（昭和18年）2月、第39歩兵団長に発令され日中戦争に出征。宜昌に駐屯して警備活動を行う。1944年（昭和19年）1月、独立歩兵第5旅団長に転じた。1945年（昭和20年）3月、陸軍中将に昇進し第133師団長に親補され、杭州の警備を担当して終戦を迎えた。1948年（昭和23年）1月31日、公職追放仮指定を受けた。
1981年8月26日、肺炎のため世田谷区中町の小倉病院で死去した。